# 重本愛瑠
重本 愛瑠（しげもと える、1998年6月17日 - ）は、日本の女優、モデル、元子役。奈良県出身。

## 来歴・人物
- 出生直後、低体重のため1週間ほど保育器に入れられていた[1]。
- 子役を始めたきっかけは、元来人見知りで恥ずかしがり屋だった本人の性格が少しでも治れば、という母親の想いから[1]である。
- 子役時代はジョビィキッズプロダクションに所属していた。
- 出生地は奈良県である[1]が、愛知県豊田市に住んでいた時期もあり、豊田スタジアムにも訪れたことがある[2]。

## 出演

### テレビドラマ
- キッズ・ウォー2（2000年5月29日 - 7月28日、CBC） - 重本愛瑠 役[1]
- こちら本池上署4（2004年、TBS） - 節子（幼少） 役
- スカイハイ2（2004年、テレビ朝日）
- 金曜時代劇 慶次郎縁側日記2（2005年、NHK） - 皐月（幼少） 役
- 救急救命室 第1話 - 日下部由佳 役
- いま、会いにゆきます（2005年、TBS） - 斉藤レナ 役
- 下北GLORY DAYS（2006年、テレビ東京） - 岡崎芽衣 役
- 復讐の女神たち（2008年6月1日、フジテレビ） - 竹内春菜 役
- キッパリ!!（2008年、CBC） - 前川まり子 役
- かりゆし先生ちばる!（2009年、テレビ東京） - 神谷理子 役
- ブザー・ビート〜崖っぷちのヒーロー〜（2009年7月20日、フジテレビ） - ヒナコ 役
- 土曜ワイド劇場 ショカツの女5（2011年1月15日、朝日放送） - 少女期の細川詩織 役

### 映画
- ALWAYS 三丁目の夕日（2005年、東宝） - 宅間の娘 役

### 舞台
- アリスインプロジェクト「アリスインデッドリースクール オルタナティブ」（2013年3月20日 - 24日、六行会ホール） - 緑浜塔蘭 役[3]
- アリスインプロジェクト「ヨルハ Ver.1.1」（2015年5月26日 - 30日、新宿村LIVE） - アルファ部隊 ヨツバ 役[4]
- シザーブリッツ「永遠にムーン」（2015年6月23日 - 28日、笹塚ファクトリー） - チームA・桜井エリナ 役

### CM
- 東洋ライス「コーラス編」「学校給食編」（2007年）
- キユーピー「マヨネーズ」
- マクドナルド「ハッピーセット あ…見られちゃった?編」
- ABCマート「200店舗感謝フェア キッズ編」
- 花王「メリット」「キュレル」
- カゴメ「六条麦茶」

### モデル
- チャイルド絵本「しおとさとう」
- セガトイズ キッズコンピュータ・ピコ
- ヤマハ音楽教室
- 丸井 夏キャンペーン
- 丸井 スパークリングセール '05夏篇
- 生活科 教科書プレゼンテーション用
- ABCマート イメージモデル